# U-20-Fußball-Afrikameisterschaft 2005
Die U-20-Fußball-Afrikameisterschaft 2005 war die 14. Auflage des vom Afrikanischen Fußballverband (CAF) organisierten Turniers für Junioren-Fußball-Nationalmannschaften (U-20) Afrikas. Das Turnier wurde vom 14. bis 29. Januar 2005 in Benin ausgetragen. Sieger wurde Nigeria durch einen 2:0-Sieg gegen Ägypten. Die beiden Finalisten sowie die unterlegenen Halbfinalisten Benin und Marokko qualifizierten sich für die Junioren-Weltmeisterschaft 2005 in den Niederlanden.

## Teilnehmer
Die folgenden Mannschaften qualifizierten sich für die Endrunde:
- Ägypten (Titelverteidiger)
- Angola
- Benin (Gastgeber)
- Elfenbeinküste
- Lesotho
- Mali
- Marokko
- Nigeria

## Modus
Die Mannschaften spielten zunächst eine Vorrunde in zwei Gruppen mit je vier Mannschaften. Die beiden Erstplatzierten jeder Gruppe qualifizierten sich für das Halbfinale. Dort wurde bei Gleichstand eine Verlängerung und ggf. ein Elfmeterschießen ausgetragen.

## Gruppe A
| Pl. | Verein         | Sp. | S | U | N | Tore    | Diff. | Punkte |
| --- | -------------- | --- | - | - | - | ------- | ----- | ------ |
| 1.  | Nigeria        | 3   | 3 | 0 | 0 | 007:100 | +6    | 09     |
| 2.  | Benin          | 3   | 1 | 1 | 1 | 007:700 | ±0    | 04     |
| 3.  | Elfenbeinküste | 3   | 1 | 0 | 2 | 002:500 | −3    | 03     |
| 4.  | Mali           | 3   | 0 | 1 | 2 | 004:700 | −3    | 01     |

## Gruppe B
| Pl. | Verein  | Sp. | S | U | N | Tore    | Diff. | Punkte |
| --- | ------- | --- | - | - | - | ------- | ----- | ------ |
| 1.  | Ägypten | 3   | 2 | 1 | 0 | 007:300 | +4    | 07     |
| 2.  | Marokko | 3   | 2 | 1 | 0 | 005:200 | +3    | 07     |
| 3.  | Lesotho | 3   | 1 | 0 | 2 | 003:700 | −4    | 03     |
| 4.  | Angola  | 3   | 0 | 0 | 3 | 001:400 | −3    | 0      |

## Halbfinale
|         |   |         |                      |
| Nigeria | – | Marokko | 2:2 n. V., 5:3 i. E. |
| Ägypten | – | Benin   | 1:1 n. V., 3:1 i. E. |

## Spiel um den dritten Platz
|         |   |       |                      |
| Marokko | – | Benin | 1:1 n. V., 3:5 i. E. |

## Finale
|                 |   |         |     |
| 29. Januar 2005 |   |         |     |
| Nigeria         | – | Ägypten | 2:0 |

Nigeria wurde durch zwei Tore von Isaac Promise zum vierten Mal Afrikameister.

## Weltmeisterschaft
Nigeria, die Ägypten, Benin und Marokko qualifizierten sich für die Junioren-Weltmeisterschaft 2005 in den Niederlanden. Dort schloss Nigeria die Vorrunde hinter Brasilien auf dem zweiten Platz. Nach Siegen im Achtelfinale gegen die Ukraine und im Viertelfinale gegen den Gastgeber setzte sich der Afrikameister im Halbfinale gegen Marokko durch. Im Finale unterlag Nigaria Argentinien. Marokko beendete seine Vorrundengruppe hinter Spanien ebenfalls auf dem zweiten Platz. Im Achtelfinale schalteten die Nordafrikaner Japan und im Viertelfinale Italien aus. Nach der Niederlage im Halbfinale gegen Nigeria unterlag Marokko im Spiel um den dritten Platz Brasilien. Ägypten beendete die Vorrunde hinter den USA, Argentinien und Deutschland auf dem letzten Platz. Benin schied als Dritter seiner Gruppe hinter den Gastgebern und Japan aus.